# Tipula (Eumicrotipula) mordax
Tipula (Eumicrotipula) mordax is een tweevleugelige uit de familie langpootmuggen (Tipulidae). De soort komt voor in het Neotropisch gebied.